# أليسون فان يوتفانخ
اليسون فان يوتفانخ لاعبة تنس بلجيكية لديها بطولة من فئة WTA 125K

## روابط خارجية
- أليسون فان يوتفانخ على موقع رابطة محترفات التنس (الإنجليزية)
- أليسون فان يوتفانخ على موقع الاتحاد الدولي لكرة المضرب (الإنجليزية)
- أليسون فان يوتفانخ على موقع كأس بيلي جين كينغ (الإنجليزية)
- أليسون فان يوتفانخ على موقع بطولة ويمبلدون (الإنجليزية)
- أليسون فان يوتفانخ على موقع خلاصة التنس.كوم (الإنجليزية)
- أليسون فان يوتفانخ على موقع إي إس بي إن.كوم (الإنجليزية)
- أليسون فان يوتفانخ على موقع اللجنة الأولمبية الدولية (الإنجليزية)
- أليسون فان يوتفانخ على موقع أوليمبيديا (الإنجليزية)
- أليسون فان يوتفانخ على موقع اللجنة الأولمبية البلجيكية (الهولندية)